# ديانا روان
ديانا روان (بالإنجليزية: Diana Rowan)‏ هي عازفة بيانو أيرلندية، ولدت في 26 يناير 1971.

## وصلات خارجية
- الموقع الرسمي